# Tetrakohlenstoffdioxid
Tetrakohlenstoffdioxid ist eine chemische Verbindung aus der Gruppe der Oxide. Es ist das vierte Mitglied der Reihe von linearen Kohlenstoffdioxiden O(=C)n=O, die Kohlendioxid O=C=O, Ethendion O=C=C=O, Kohlenstoffsuboxid O=C=C=C=O und so weiter enthalten.

## Gewinnung und Darstellung
Die Verbindung wurde 1990 erstmals durch Günther Maier und andere durch Photolyse von Diazoketonen in einer Argon-Matrix gewonnen und ist das erste Kohlenstoffdioxid mit einer geraden Anzahl von Kohlenstoffatomen.

## Eigenschaften
Tetrakohlenstoffdioxid besitzt wahrscheinlich einen Triplett-Grundzustand.